# Discovery Bay, Kalifornien
Discovery Bay är en ort (CDP) i Contra Costa County, i delstaten Kalifornien, USA. Enligt United States Census Bureau har orten en folkmängd på 13 352 invånare (2010) och en landarea på 16,1 km².